# CrimethInc.
Pour les articles homonymes, voir CWC.
CrimethInc, également connu sous le nom de CWC, qui signifie soit « CrimethInc. Ex-Workers Collective », soit « CrimethInc Ex-Workers Ex-Collective », est un collectif anarchiste décentralisé composé de cellules autonomes ayant émergé au milieu des années 1990, initialement sous la forme du zine hardcore Inside Front, et commence à fonctionner en tant que collectif en 1996. Il a depuis publié des articles et des zines très lus pour le mouvement anarchiste et distribué des affiches et des livres de sa propre publication. 